# La doble vida de Estela Carrillo
 (mai 2020).
Si vous disposez d'ouvrages ou d'articles de référence ou si vous connaissez des sites web de qualité traitant du thème abordé ici, merci de compléter l'article en donnant les références utiles à sa vérifiabilité et en les liant à la section « Notes et références ».
Production
Diffusion
La doble vida de Estela Carrillo est une telenovela mexicaine écrite par Eduardo Meza et Rosy Ocampo, produite par Televisa. Elle est diffusée entre le entre le 13 février et le 21 mai 2017 sur la chaîne Las Estrellas.

## Synopsis
Cette telenovela est consacrée à l'histoire d'une femme qui franchit illégalement la frontière du Mexique afin de sauver sa propre vie et celle d'une petite fille qu'elle se fait passer pour sa fille, acquérant une fausse identité pour rester aux États-Unis sous le nom d'Estela Carrillo. Elle ignore complètement cette identité qui lui causera de nombreux problèmes et que son passé la rattrapera pour lui rendre la vie difficile. Poussée par les circonstances, Estela décide de mentir dans un procès pour libérer un meurtrier présumé, ce qui la met à la merci d'un monde d'ambition et de pouvoir. Sur cette route, elle trouvera également l'amour et la chance de réaliser son rêve de devenir chanteuse professionnelle, mais elle doit en payer le prix.
Estella Carrillo (Ariadne Diaz), dont le vrai nom est Laura Oviedo, est une jeune femme fidèle, généreuse et responsable dont le rêve est de devenir une chanteuse de musique régionale mexicaine. Elle est facilement devenue la proie de Fausto, un beau mec qui promet de l'aider à faire carrière comme chanteuse. De cette façon, Laura rejoint à contrecœur un réseau de prostitution où elle souffre d'humiliations et d'actes méprisables; elle y rencontre également Paloma, qui a été vendue au même réseau de traite des êtres humains.
Laura et la petite fille parviennent à s'échapper, mais doivent pour cela payer un prix élevé car elles traversent la frontière vers les États-Unis illégalement et Laura acquiert une fausse identité, celle d'Estela Carrillo. Elle devient professeur de musique, mais son nom vient à la connaissance de Ryan, un gars accusé de meurtre qui lui demande de témoigner en son nom. Poussée par les circonstances, elle décide de mentir et de libérer le meurtrier, ce qui la met à la merci d'un monde dans lequel le seul moyen de rester en sécurité est de découvrir qui est la vraie Estela Carrillo. Malgré la situation qui les a réunis, Estela tombe amoureuse de Ryan, mais c'est Danilo qui réussit à lui faire surmonter le traumatisme que sa relation avec Fausto lui a causé.
Ryan Cabrera (David Zepeda) est un homme passionné et doux, mais qui réprime toujours ses sentiments par peur de souffrir. Il est propriétaire et directeur général de Furia Productions. Il est accusé d'avoir commis un meurtre, mais il demande à Estela de témoigner en son nom et de cette façon, il parvient à quitter la prison. Par inadvertance, il est attiré par Estela et commence à tomber amoureux d'elle, mais les mystères et secrets qu'il partage avec la vraie Estela tourmentent son âme et l'empêchent d'ouvrir vraiment son cœur. Il l'aliène, mais en même temps la garde proche pour qu'il puisse l'aimer et la protéger. Son objectif principal est de découvrir qui est vraiment la fausse Estela Carrillo.
Danilo Cabrera (Danilo Carrera) est un adolescent à problèmes qui est devenu insupportable pour ses parents. Néanmoins, son attitude a radicalement changé quand il a commencé à travailler chez Furia Productions. Lui et son groupe ont approché Ryan pour lui demander d'être leur agent et de les rendre célèbres. Au début, Danilo ne se sentait sexuellement attiré par Estela, mais il apprend finalement à l'aimer, au point de se sacrifier pour elle. Il admire le talent naturel d'Estela et il est sûr que sa collaboration avec le groupe en tant que choriste bénéficiera à tous les deux.

## Distribution
- Ariadne Díaz : Estela Carrillo Infante / Laura Oviedo Hernández de Cabrera "La Regia"
- David Zepeda  : Ryan Cabrera Toribio
- Danilo Carrera : Danilo Cabrera Toribio
- África Zavala : Morgana Santos
- Erika Buenfil : Mercy Toribio Vda. de Cabrera
- Alejandro Tommasi : John Blake Green "M. Blake"
- Marco Méndez : Asdrúbal Guerrero
- Zaide Silvia Gutiérrez : Rosario Hinojosa "Chayo"
- Vanessa Bauche : Leticia Jiménez de Allen
- Lourdes Reyes : Luisa Almeida
- Adrián Di Monte : Joe Hernández
- Mike Biaggio : Fausto Galindo
- Franklin Virgüez : "Le Talismán"
- Claudia Ríos : Antonia Flores Vda. de Reyes "la Toña"
- Luis Uribe : Néstor Aguilera / Lucio Galván Romero "el Dorado"
- Andrés Zuno : Tomás Allen "Tom"
- Álex Perea : Tadeo Quintanilla Jiménez
- Adriana Ahumada : María Quintanilla Jiménez
- Carlos Speitzer : Trinidad Huerta "el Calao"
- Tania Lizardo : Ernestina Tinoco "Nina"
- Armando Torrea : Steve White
- Lara Campos : Paloma Carrillo / Paloma Terrazas
- Luis Xavier : Soto
- Héctor Cruz : Osiel Reyes
- Iván Caraza : Renato "Tato" de la Torre
- Ermis Cruz : Wilmer Gutiérrez "Chavalín"
- Omar Medina : Erasmo Quintanilla
- Marcos Montero : Horacio Cinta
- Cesáreo Sánchez : Chayo "Cardenal Mayor"
- Ingrid Lazper : Evelyn
- Francisco Calvillo : Marcelino Salgado
- Naile López : Rita
- Yany Prado : Genèse
- José Miguel Pérez : assistant de Milton
- Eric Crum : Celso
- Sara Corrales : Estela Carrillo Infante "El Dorado" / Juana Saucedo / Estela Cabrera Toribio
- Diego Ornellas Díaz : Braulio Cabrera Oviedo
- Alfredo Adame  : Pedro Carrillo González
- César Évora : Walter Cabrera
- Juan Carlos Barreto : Silverio Pineda "El Sagrado"
- Julión Álvarez : lui-même
- Livia Brito : Yolanda Cadena Lesmes
- Macarena Achaga : Olivia Nieves

## Production

### Développement
Le début de la production du feuilleton a été confirmé le 10 novembre 2016 à Mexico. Selon Rosy Ocampo, le feuilleton est basé sur un fait réel : « dans la vie d'une femme qui cherche à avoir une vie meilleure et pour diverses raisons doit se rendre aux États-Unis et changer son identité ». Cette telenovela était la dernière production de Rosy Ocampo  en tant que producteur exécutif. Elle a également marqué les débuts d' Ariane Díazen tant que chanteuse avec son single promotionnel Para que tú me amaras.  Le 9 mai 2017, il a été confirmé que la production avait été renouvelée pour une deuxième saison, mais le 12 mars 2018, Flor Rubio de Radio Fórmula a annoncé que la production de la deuxième saison a été reportée.

### Tournage
Le feuilleton a été tourné à Los Angeles , Tijuana et Mexico. 

### Fiche technique
- Titre original : La doble vida de Estela Carrillo
- Titre français : La Double Vie d’Estela Carrillo
- Réalisation : Alejandro Álvarez Ceniceros, Rodrigo Hernández, Benjamín Cann
- Musique : Alberto Olmedo
- Production : Eduardo Meza
María Alba Espinoza
- Pays d'origine : Mexique
- Langue originale : espagnol
- Genre : Drame
- Nombre de saisons : 1
- Nombre d'épisodes : 72
- Durée : 45 minutes
- Dates de première diffusion :
  - 13 février 2017 (Mexique)